# Yaron Brook
Yaron Brook, född 23 maj 1961 i Israel, är en israelisk-amerikansk författare och entreprenör. Från 2000 till 2017 var han direktör för Ayn Rand Institute, en organisation som verkar för att sprida Ayn Rands filosofi, objektivism.

## Biografi
Brook växte upp i Israel och flyttade med sin fru till USA 1987. Han studerade finans vid University of Texas at Austin och undervisade sedan vid Santa Clara University. 1998 medgrundade han företaget BH Equity Research.
Som ung hade Brook socialistiska åsikter innan han läste Ayn Rands roman Och världen skälvde vid 16 års ålder. På 1990-talet deltog han i Ayn Rand Institutes utbildningsprogram, Objectivist Graduate Center och fördjupade sina studier i objektivism. 2000 blev han ledare för ARI. Hans främsta expertis är inom kapitalism (laissez-faire), ekonomi, finans och utrikespolitik.
Brook är också kolumnist för Forbes och är medförfattare till flera böcker, bland andra Free Market Revolution och Equal is Unfair (båda tillsammans med Don Watkins). Han är också värd för webbradio-programmet The Yaron Brook Show.

## Böcker
- Neoconservatism: An Obituary for an Idea (2010, med C. Bradley Thompson)
- Free Market Revolution: How Ayn Rand's Ideas Can End Big Government (2012, med Don Watkins)
- Equal Is Unfair: America's Misguided Fight Against Income Inequality (2016, med Don Watkins)
- In Pursuit of Wealth: The Moral Case for Finance (2017, med Don Watkins)

Bidragit med essäer i bl.a. Winning the Unwinnable War: America's Self-Crippled Response to Islamic Totalitarianism (2009 av Elan Journo (red.)) och Failing to Confront Islamic Totalitarianism: From George W. Bush to Barack Obama and Beyond (2016, av Onkar Ghate och Elan Journo (red.))